# Trichopothyne rondoni
Trichopothyne rondoni är en skalbaggsart som beskrevs av Stefan von Breuning 1965. Trichopothyne rondoni ingår i släktet Trichopothyne och familjen långhorningar.
Artens utbredningsområde är Laos. Inga underarter finns listade i Catalogue of Life.